# 1. češkoslovaški armadni korpus (ZSSR)
1. češkoslovaški armadni korpus (češko: 1. československý armádní sbor; slovaško: 1. česko-slovenský armádny zbor; rusko: 1-й Чехословацкий армейский корпус) je bil armadni korpus, ki je bil sestavljen iz državljanov Češkoslovaške in je bil organiziran ter se bojeval na strani sovjetske Rdeče armade.

## Zgodovina
Armadni korpus je bil skoraj celoten čas obstoja v sestavi 4. ukrajinske fronte, razen med septembrom in novembrom 1944, ko je bil v sestavi 1. ukrajinske fronte. Korpus je sodeloval pri slovaški ljudski vstaji in dokončni osvoboditvi Češkoslovaške. 15. maja 1945 je bil armadni korpus reorganiziran v 1. češkoslovaško armado.

## Poveljniki
- brigadni general Jan Kratochvíl (10. april 1944–11. september 1944)
- brigadni general Ludvík Svoboda (11. september 1944–3. april 1945)
- brigadni general Karel Klapálek (3. april 1945–15. maj 1945)

## Sestava
Pehotne
- 1. češkoslovaška samostojna brigada
- 2. češkoslovaška samostojna padalska brigada
- 3. češkoslovaška samostojna brigada
- 4. češkoslovaška samostojna brigada

Tankovske
- 1. češkoslovaška samostojna tankovska brigada

Artilerijske
- 5. češkoslovaški samostojni artilerijski polk

Zračne
- 1. češkoslovaški samostojni lovski letalski polk
- 1. češkoslovaška kompozitna zračna divizija

Specialne enote
- 1. češkoslovaški samostojni inženirski bataljon
- 1. češkoslovaški samostojni poveljniški bataljon